# 竹内誠 (演出家)
竹内 誠（たけうち まこと、1971年 - ）は、日本のテレビプロデューサー・演出家。フジテレビジョンスタジオ戦略本部第三スタジオ部長職。

## 来歴
1971年兵庫県神戸市出身。神戸大学法学部卒業後、1996年に毎日放送入社した後中途採用試験を受けて2005年にフジテレビに入社。
2021年7月 - 2023年6月は編成制作局編成部部長職。2023年7月 - 2025年6月は編成総局バラエティ制作局バラエティ制作センター部長職。

## 現在の担当番組
制作
- ザ・細かすぎて伝わらないモノマネ
- FNS歌謡祭

構成・演出
- いたジャン!

## 過去の担当番組

### フジテレビ時代
制作
- FNS27時間テレビ 鬼笑い祭（2023年7月22日・23日）
- FNS27時間テレビ 日本一たのしい学園祭!（2024年7月20日・21日）
- 土曜プレミアム・とんねるずの2億4千万の大陸スペシャル（2024年10月19日）[2]

チーフプロデューサー
- VS魂グラデーション
- 相葉◎×部（以前はチーフプロデューサー→制作統括）

プロデューサー
- FNS27時間テレビ 女子力全開2013 乙女の笑顔が明日をつくる!!（2013年8月3日・4日）

総合演出
- 武器はテレビ。SMAP×FNS27時間テレビ（2014年7月26日・27日、出口敬生と共に）
- FNS27時間テレビ にほんのれきし（2017年9月9日・10日）
- FNS27時間テレビ にほん人は何を食べてきたのか?（2018年9月8日・9日）
- FNS27時間テレビ にほんのスポーツは強いっ!（2019年11月2日・3日）

演出・チーフプロデューサー
- おもしろ言葉ゲーム OMOJAN
- アイアンシェフ

演出・チーフプロデューサー→演出
- ワイドナショー

演出
- ヴァケスケ
- 人志松本の○○な話
- 人志松本のすべらない話
- IPPONグランプリ（第8 - 10回はCP兼任）
- ナダールの穴
- 日清食品 THE MANZAI 年間最強漫才師決定トーナメント!
- ハマ3
- 芸人ドキュメンタリー 下がり上がり
- 嵐ツボ
- 芸能人が本気で考えた!ドッキリGP
- お笑い脱出ゲーム
- 二宮ん家

ディレクター
- ネプリーグ
- とんねるずのみなさんのおかげでした
- FNS27時間テレビ めちゃ²デジッてるッ!笑顔になれなきゃテレビじゃないじゃ〜ん!!

監修
- 華丸大吉の2020

### 毎日放送時代
チーフディレクター
- ダウンタウン・セブン

ディレクター
- ジャングルTV 〜タモリの法則〜
- 学校へ行こう!
- ファイトTV24・やればできるさ!「V6のやればできるさ!アンダー20スペシャル」
- 世界バリバリ★バリュー